# Endokondral benbildning
Endokondrala benbildning eller indirekt benbildning är benbildning som sker inom en broskvävnad. Det är den som står för benbildningen i långa rörben som tål belastning och tryck från flera riktningar.
Benbildning har en blueprint av hyalint brosk. Benbildningen sker stegvis och tar sin början i en benmanschett som bildas runt broskblueprinten då cellerna i perikondriet blir osteogena. Kondrocyterna växer sig sedan större tills de går i apoptos och bildar ett broskmatrix som förkalkas. Detta matrix fungerar som grund för benbildningen. Matrixet inhiberar diffusion varför de återstående kondrocyterna dör. Matrixet penetreras av blodkärl och bindväv som för med sig osteoprogenitorceller, vilka differentierar till osteoblaster, som bildar osteoid, som kalcifieras sedan för att bli moget ben. 
Benbildningen har olika stadier som representeras av de syniga zoner man ser i histologiska snitt.
1. Reservbroskzon
2. Proliferationszon
3. Hypertrofisk zon
4. Nedbrytningszon
5. Enkondral benbildningszon, där man ser osteblastsömmen, osteoklaster, Howships lakuner, benmärg
6. Benombyggnadszon